# Кевін Еванс
Кевін Еванс (англ. Kevin Evans; 17 вересня 1976) — британський боксер, призер чемпіонату світу серед любителів.
Кевін Еванс — перший в історії британський призер чемпіонатів світу з боксу.

## Аматорська кар'єра
1998 року став бронзовим призером Ігор Співдружності в категорії до 91 кг.
На чемпіонаті світу 1999 завоював бронзову медаль.
- В 1/8 фіналу переміг Стівена Рейнольдса (Ірландія) — 8-4
- У чвертьфіналі переміг Джакоббе Фрагомені (Італія) — 9-7
- У півфіналі програв Феліксу Савону (Куба) — AB 4

На чемпіонаті Європи 2000 програв у першому бою.
На чемпіонаті світу 2001 здобув дві перемоги, а у чвертьфіналі програв Одланьєру Солісу (Куба).
2002 року став бронзовим призером Ігор Співдружності в категорії понад 91 кг.
На чемпіонаті світу 2003 програв у першому бою.
На чемпіонаті Європи 2004 і чемпіонаті світу 2005 програв у першому бою в категорії до 91 кг.
2006 року, програвши у фіналі Девіду Прайсу (Англія), став срібним призером Ігор Співдружності в категорії понад 91 кг.